# Albert Sejnera
Albert Sejnera, né le 4 septembre 1938 à Marseille et mort le 15 janvier 2024 à Septèmes-les-Vallons, est un footballeur français évoluant au poste de défenseur.

## Biographie

### Carrière sportive
Après avoir joué en professionnel à l'Olympique de Marseille puis dans deux clubs de la région (l'AS aixoise et l'AC Arles), Sejnera termine sa carrière au SA Saint-Antoine, du nom du quartier de Marseille, de 1971 à 1974.

## Palmarès
- Vice-champion de France de D2 1965-1966 avec l'Olympique de Marseille.
- Champion de France de D2 1966-1967 avec l'AS aixoise.